# 이노우에 소라
이노우에 소라(いのうえ 空, いのうえ そら, 1972년 4월 19일)는 일본의 만화가, 일러스트레이터다. 와카야마현 출신이다.

## 참고 문헌
- 월간 코믹 드래곤 증간 특별 한정판 이노우에 소라 Special (2000년, 후지미 쇼보)